# 남극암치과
남극암치과(Nototheniidae)는 농어목에 속하는 조기어류과의 일종이다. 약 13속 50여 종으로 이루어져 있다.

## 하위 속
- Aethotaxis - 1종
- Cryothenia - 2종

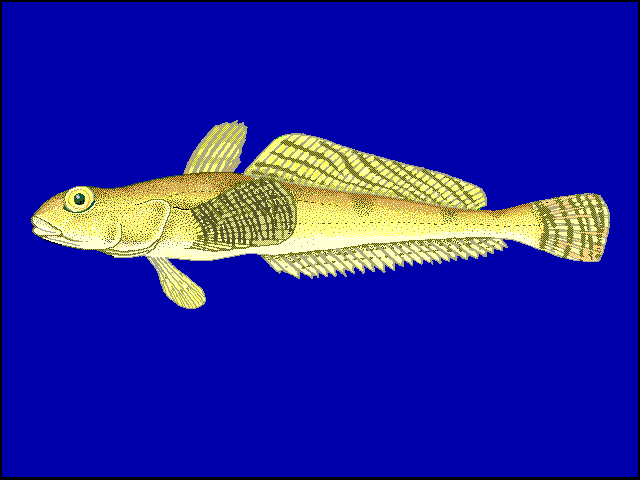
Gobionotothen gibberifrons

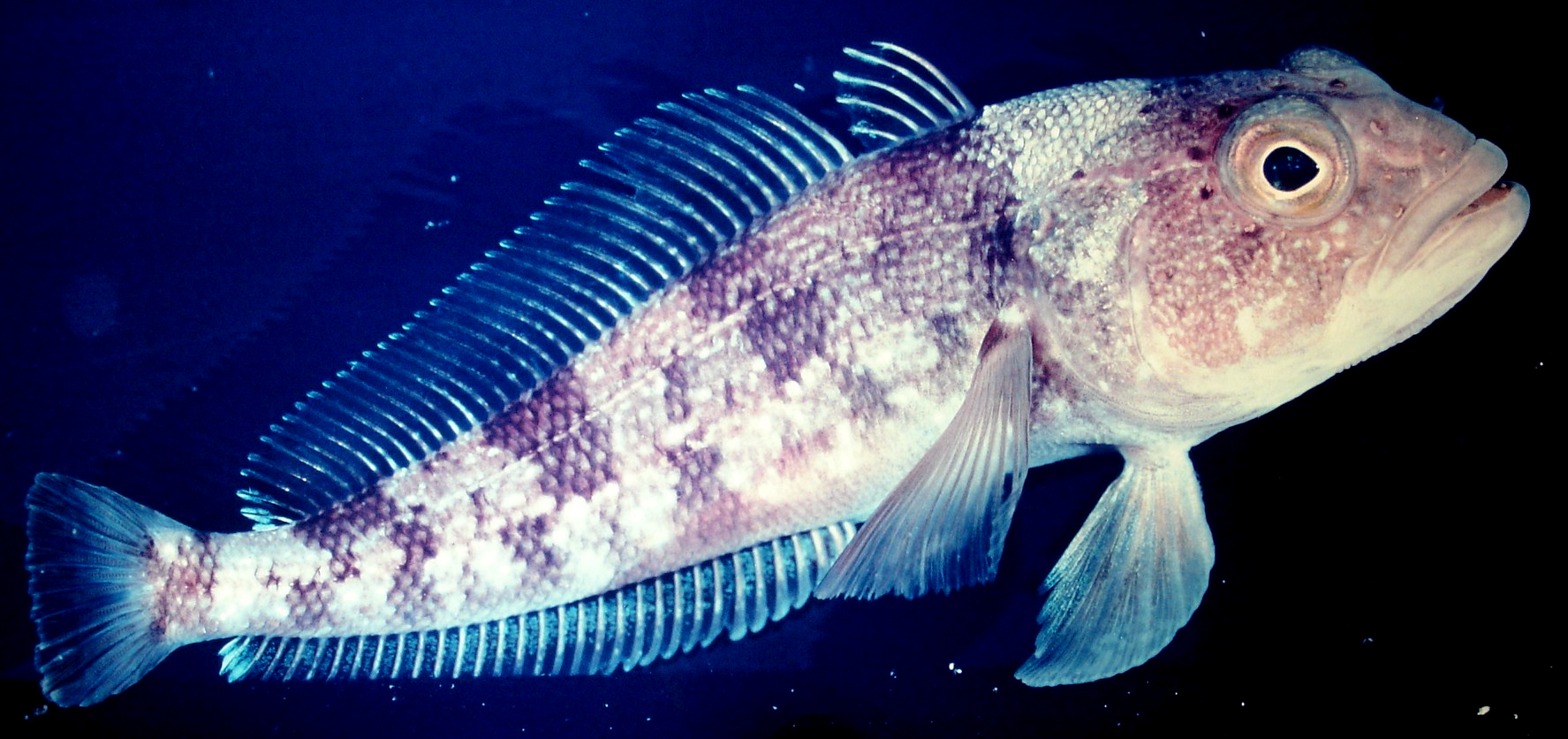
Trematomus bernacchii

- 이빨고기속 (Dissostichus) - 2종
- Gobionotothen - 4종
- Gvozdarus - 1종
- Lepidonotothen - 6종
- 남극암치속 (Notothenia) - 5~7종
- Nototheniops
- Pagothenia - 2종
- Paranotothenia - 2종
- Patagonotothen - 14종
- Pleuragramma - 1종
- Trematomus - 11종

## 참고 자료
- Froese, Rainer; Pauly, Daniel, 편집. (2005년 11월). “Search FishBase”. 《Fishbase》.